# Colli al Metauro
Colli al Metauro är en kommun i provinsen Pesaro e Urbino i regionen Marche i Italien. Kommunen hade 12 341 invånare (2018).
Kommen bildades den 1 januari 2017 genom en sammanslagning av kommunerna Montemaggiore al Metauro, Saltara och Serrungarina.